# Обзорная
Обзо́рная — сопка на окраине Арсеньева. Входит в горную систему Сихотэ-Алинь (Восточный Синий хребет).
Высота сопки над уровнем моря — 875 метров. Высота над средним уровнем Арсеньева – 700-710 м. К вершине сопки ведёт гравийная дорога протяжённостью около 8 км (от садовых участков, расположенных в конце ул. Советская), с серпантином и смотровыми площадками в нескольких местах. На вершине сопки расположены ретрансляционная телевышка (1961), антенна сотовой связи и здания телерадиокомплекса.
С южной стороны сопки, на месте слияния рек Дачной и Пчёлки, с помощью гравитационной плотины устроено Дачнинское водохранилище для снабжения 2/3 города водой приемлемого качества. Рядом с водохранилищем, на месте стоянки исследователя Приморья В.К. Арсеньева, располагается памятный знак.
На северо-западной стороне, со стороны города Арсеньева, у основания сопки находится горнолыжная база «Восток» с детской спортивной школой. Над базой на сопке проведены горнолыжные трассы и линия буксировочных подъёмников. Протяженность основного спуска 1800, бокового – 2000 м, учебного – 300 м, средняя крутизна – 13°-28°, перепад высот на основном спуске – 470 м. Сопка пригодна для всех зимних олимпийских видов спорта кроме суперслалома (требуемая для него длина трассы – 5 км).
- Сопка Обзорная, вид с ул. Жуковского (г. Арсеньев)
- Арсеньев, вид с Обзорной
- Водохранилище на реке Дачная